# Francisco Félix da Fonseca Pereira Pinto
Francisco Félix da Fonseca Pereira Pinto (Porto Alegre, 21 de setembro de 1805 — Rio de Janeiro, 28 de novembro de 1861) foi um militar brasileiro.
Filho do brigadeiro Joaquim Félix da Fonseca e de Francisca Joaquina Pereira Pinto, casou com Rita Ourique Jacques.
Assentou praça em 1817 e começou a servir no exército em 1819. Participou da Guerra Cisplatina, onde foi promovido a capitão, pelo valor revelado na batalha do Passo do Rosário, em 20 de fevereiro de 1827.
Ao eclodir a Revolução Farroupilha permaneceu do lado legalista, sendo designado, já major, em 1838, comandante do 8.º Batalhão de Caçadores. Em 1843 participou dos dois combates de Canguçu. No primeiro, comandando 250 caçadores, junto com 60 homens do esquadrão de cavalaria da Guarda Nacional sob o comando o tenente-coronel Francisco Pedro de Abreu, desfaz uma coluna farroupilha de 400 homens, comandada por Bento Gonçalves e Antônio de Sousa Neto, capturando muitas armas, cavalos e estandartes. No segundo combate, em 6 de novembro, 300 soldados do 8.º Batalhão, junto com a cavalaria da Guarda Nacional, resistem ao ataque de Bento Gonçalves, Antônio Neto e Camilo dos Santos Campelo com 600 homens.
Em 1851, participou da Guerra contra Rosas, comandando a 1.ª Brigada da 1.ª Divisão. Assistiu ao combate de Tonelero, em 17 de dezembro de 1851, e batalha de Moron, em 3 de fevereiro de 1852, sob as ordens do conde de Porto Alegre. A 27 de março de 1854, participou da invasão do Uruguai, chegando a 3 de maio a Montevideo, à frente da divisão imperial de observação.
Em 2 de dezembro de 1856, foi promovido a marechal de campo. Em 2 de novembro de 1858 foi nomeado Comandante das Armas da Província da Bahia. Em 1860 toma posse no comando das Armas da Província do Rio Grande do Sul, onde permaneceu até 7 de novembro de 1860, quando passou a exercer o cargo de ajudante-general, falecendo pouco depois.